# Скинени (Саскут)
Скинени (рум. Schineni) насеље је у Румунији у округу Бакау у општини Саскут. Oпштина се налази на надморској висини од 142 m.

## Становништво
Према подацима из 2002. године у насељу је живело 586 становника, од којих су сви румунске националности.